# Les Autres (film, 1974)
Pour les articles homonymes, voir Les Autres.
Pour plus de détails, voir Fiche technique et Distribution.
Les Autres est un film français réalisé par Hugo Santiago, écrit avec Jorge Luis Borges et Adolfo Bioy Casares, présenté en 1974 au Festival de Cannes et sorti en salles en 1975.

## Synopsis
Roger Spinoza, libraire à Paris, tente de comprendre les raisons qui ont pu pousser son fils Mathieu au suicide. Il rencontre Valérie, dernière amante de Mathieu, et en tombe à son tour amoureux. Des événements étranges se déroulent autour de Roger et Valérie, et mèneront à un drame.
Ce film contient une brève, mais intéressante mise en abyme : à la fin d'une scène d'une grande intimité, le cadre s'élargit et on voit autour des personnages une caméra et une équipe de tournage, dans laquelle on reconnaît notamment Hugo Santiago.

## Fiche technique
- Titre : Les Autres
- Réalisation : Hugo Santiago
- Scénario : Hugo Santiago, Jorge Luis Borges et Adolfo Bioy Casares
- Photographie : Ricardo Aronovich
- Décors : Antonio Seguí
- Son : René-Jean Bouyer
- Musique : Edgardo Cantón
- Montage : Alberto Yaccelini
- Production : Jean-Daniel Pollet
- Société de production : Ilos Films, Office de radiodiffusion télévision française (ORTF)
- Pays de production :  France
- Format : couleur - 35 mm - Mono
- Genre : drame
- Durée : 90 minutes
- Date de sortie :
  - France : mai 1974 (Festival de Cannes)
  - France : 19 février 1975

## Distribution
- Patrice Dally : Roger Spinoza
- Bruno Devoldère : Mathieu Spinoza
- Noëlle Châtelet : Valérie
- Roger Planchon : Alexis Artaxerxès
- Jean-Daniel Pollet : Adam
- Maurice Born : Durtain
- Pierrette Destanque : Agnès
- Dominique Guezenec : Béatrice Alain
- Pierre Julien : M. Marcel
- Marc Monnet : Vidal
- Daniel Vignat : Lucien Moreau

## Distinctions
- Les Autres a été sélectionné en compétition officielle[1], au Festival de Cannes 1974.

## Appréciation critique
« Hugo Santiago, qui avait déjà tourné en 1968-1969 un scénario original de Borges et Bioy Casares, Invasión, traite cette histoire fantastique avec une feinte désinvolture, met au présent de narration chaque personnage, chaque événement, réel ou imaginaire, s'offrant au spectateur avec la même apparence de vraisemblance. À ce dernier de jouer le jeu, de faire l'effort d'imagination nécessaire pour bien cerner les frontières parfois imperceptibles de ce double univers. [...]
Hugo Santiago dirige les comédiens avec une extrême précision, et d'abord Noëlle Chatelet et Patrice Daily. Roger Planchon, le magicien, par son exubérance, sa simple présence physique, son visage méphistophélique, fait presque éclater ce cadre trop rigide.
Cette œuvre conçue par cinq Argentins est le plus étonnant film étranger jamais tourné sur les bords de la Seine, dans un Paris d'avant les gratte-ciel, amoureusement chéri et recréé. »

— Louis Marcorelles, Le Monde, 24 février 1975